# Вальмонтоне
Вальмонто́не (итал. Valmontone) — коммуна в Италии, располагается в области Лацио, подчиняется административному центру Рим.
Население составляет 13 453 человека (на 2004 г.), плотность населения составляет 314 чел./км². Занимает площадь 40 км². Почтовый индекс — 038. Телефонный код — 06.
Покровителем населённого пункта считается San Luigi Gonzaga. Праздник ежегодно празднуется 21 июня.
Вблизи Вальмонтоне находится парк развлечений Rainbow Magicland. От станции до парка регулярно курсирует автобус-шаттл.

## Города-побратимы
- Бенифайо, Испания[1]
- Фаньяно-Альто, Италия
- Овиндоли, Италия[2]